# Amiláceo
Amiláceo é um termo da área clínica, especialmente da nutrição e da bioquímica.
Ele se refere tanto aos alimentos que são considerados fontes de amidos (um tipo de carboidrato) como também às substâncias químicas cujas estruturas sejam semelhantes aos amidos.

 Os alimentos assim nomeados são de origem vegetal e extraídos das partes amiláceas dos cereais (arroz, aveia, etc.) dos tubérculos (batata, inhame, etc.)  e das raízes (mandioca).

## Usos
São comercialmente apresentados para o consumo humano na forma de pó (farinhas). Os mais conhecidos são a fécula de mandioca, o amido de milho e a fécula de batata. O seu uso principal é a elaboração de massas e produtos de panificação (pães, biscoitos, bolos, etc.).